# Grigorij Dobrygin
Grigorij Eduardowicz Dobrygin (ros.: Григо́рий Эдуардович Добры́гин) (ur. 17 lutego 1986 w Wiluczinsku, Rosja) – rosyjski aktor filmowy.

## Życiorys
Jest synem tancerki baletowej. Do 4 roku życia mieszkał z rodzicami na Kamczatce. W 1990 r. rodzina przeniosła się do Moskwy. Od wczesnego dzieciństwa uczęszczał na naukę baletu w Moskiewskiej Akademii Choreografii przy Teatrze Bolszoj. W wieku 12 lat otrzymał rolę w balecie Dziadek do orzechów. W wieku 17 lat porzucił naukę tańca i przystępując do jednego z odłamów kościoła protestanckiego, opuścił dom rodzinny. W wieku 19 lat rozpoczął naukę aktorstwa w Moskiewskiej Szkole Teatralnej. Był uczniem Konstantina Rajkina. Studia aktorskie przerwał po roku. Następnie rozpoczął studia w Rosyjskiej Akademii Sztuki Teatralnej w Moskwie. Jego opiekunem był Oleg Kudriaczow. Po szeregu ról teatralnych otrzymał rolę w filmie Czarna błyskawica. Dzięki tej roli stał się znany szerokiej publiczności.

## Filmografia
- 2009 - Czarna błyskawica (Чёрная молния) jako Dima Majkow
- 2010 - Samotnie na polu minowym (Соло на минном поле)
- 2010 - Jak spędziłem koniec lata (Как я провёл этим летом) jako Paweł, młody technik-stażysta
- 2010 - Achtamar (Ахтамар) jako młodzieniec
- 2011 - Atomowy Iwan (Атомный Иван) jako Wania
- 2011 - Kropla krwi (Капля Крови) jako chłopak
- 2011 - Cztery dni w maju (4 Tage im Mai) jako Fedjunin
- 2012 - Czarna błyskawica 2 (Чёрная Молния 2) jako Dima Majkow
- 2014 - Bardzo poszukiwany człowiek (A Most Wanted Man) jako Issa Karpow

## Nagrody
- Srebrny Niedźwiedź dla najlepszego aktora za rolę w filmie Jak spędziłem koniec lata na 60. Międzynarodowym Festiwalu Filmowym w Berlinie w 2010 r.